# Pentedron
Pentedron ist eine psychoaktive Substanz und gehört innerhalb der Gruppe der Amphetamine zu den Cathinon-Derivaten. Bei der Einnahme durch den Menschen wirkt es stimulierend und stark entaktogen. Pentedron ist seit 2010 oft ein Hauptbestandteil der sogenannten Badesalzdrogen oder Legal Highs.

## Pharmakologische Eigenschaften
Pentedron ist nasal, oral, inhalativ und intravenös wirksam. Pentedron gehört zur Wirkstoffgruppe der Stimulanzien mit folgenden spürbaren Effekten:
- Physisch: erhöhter Herzschlag, erhöhter Blutdruck, Gefäßverengung, Schwitzen
- Psychisch: Euphorie, erhöhte Wachsamkeit und Aufmerksamkeit, Unterdrückung der Müdigkeit, erhöhte geistige Erregung, Farbintensivierung, Übelkeit, Unruhe und Ruhelosigkeit sowie unterdrücktes Bedürfnis nach Essen und Schlaf.

Die euphorisierenden Effekte halten etwa eine bis zwei Stunden an. Als Nachwirkungen treten Herzrasen, Bluthochdruck sowie eine leichte Stimulation auf, die 6–8 Stunden anhält. Bei höheren Dosierungen wurden intensive Panikattacken bei Konsumenten beobachtet, die eine Intoleranz gegenüber Stimulanzien aufweisen. Außerdem wurde von schlafmangelbedingten Psychosen sowie Suchtverhalten bei hoher Dosierung oder regelmäßiger Anwendung berichtet. Beim Konsum entsteht zwar ein Drang zum Nachdosieren (Craving), der dann aber oft durch die unangenehmen Nebenwirkungen (Bruxismus, Tachykardie, Übelkeit) begrenzt wird, die bei stärkerer Dosierung auftreten.

## Rechtslage
In Deutschland ist Pentedron seit dem 17. Juli 2013 mit der 27. Betäubungsmittel-Änderungsverordnung in der Anlage II des Betäubungsmittelgesetz aufgeführt und damit als verkehrs-, jedoch nicht verschreibungsfähiges Betäubungsmittel klassifiziert.